# Chomelia boliviana
Chomelia boliviana är en måreväxtart som beskrevs av Paul Carpenter Standley. Chomelia boliviana ingår i släktet Chomelia och familjen måreväxter.
Artens utbredningsområde är Bolivia. Inga underarter finns listade i Catalogue of Life.